# Capella de Sant Govan
La capella de Sant Govan és una capella localitzada a Sant Govan, a l'autoritat unitària de Pembrokeshire, al sud-oest de Gal·les, Regne Unit.
L'edifici està construït al costat d'un penya-segat de pedra calcària, amb unes mesures de 6,1 m × 3,7 m i parets construïdes de pedra calcària. La capella consta d'una sola cambra. La major part de la capella fou construïda a segle xiii, tot i que algunes parts poden remuntar-se fins al segle vi quan el monjo Sant Govan es va mudar a una cova situada a l'emplaçament de la capella. Una llegenda indica que Sant Govan es troba enterrat sota l'altar de la capella, situada a l'extrem est de l'edifici. L'entrada a l'edifici es realitza a través d'una porta al costat nord, els bancs baixos de pedra estan construïts a la llargària dels murs nord i sud i un campanar d'espadanya es troba al seu extrem oest. Es creu que la coberta de pissarra és una addició moderna en comparació amb la resta de l'edifici.
L'edifici és accessible des de la cima del penya-segat baixant per un conjunt de 52 escales, Tot i que els punts d'informació turístics narren la llegenda que en comptar les escales, el nombre d'aquests és diferent quan es baixa que quan es puja.
L'edifici es troba a la llista de monuments classificats del Regne Unit com a Grau I (edificis d'interès excepcional) des del 2 d'agost de 1996. Actualment, l'edifici es troba dins de la MOD's Castlemartin East Firing Range, motiu pel qual es limita l'accés a l'edifici, ja que pot trobar-se tancat al públic.